# Hypoxidaceae
Hypoxidaceae, biljna porodica jednosupnica iz tropskih krajeva Amerike, Afrike, Azije i Australije. Danas se u nju ubrajaju 171 vrsta unutar 10 rodova. Listovi roda hipoksis (Hypoxis) su travolikog oblika koji rastu iz podzemne stabljike, a žuti zvjezdoliki cvjetovi cvjetaju od lipnja do studenog na bezlisnoj stabljici okruženoj listovima.
Za vrste hipoksis govorilo se da liječe HIV, no preporuka je znanosti da se to izbjegava, dok se ne dokaže njegova sigurnost

## Rodovi
1. Familia Hypoxidaceae R. Br. (171 spp.)
  1. Empodium Salisb. (7 spp.)
  2. Spiloxene Salisb. (3 spp.)
  3. Pauridia Harv. (35 spp.)
  4. Rhodohypoxis Nel (6 spp.)
  5. Hypoxis L. (88 spp.), hipoksis
  6. Sinocurculigo Z.J.Liu, L.J.Chen & K.Wei Liu (1 sp.)
  7. Molineria Colla (10 spp.)
  8. Curculigo Gaertn. (18 spp.), kurkuligo
  9. Hypoxidia Friedmann (2 spp.)
  10. Neofriedmannia Kocyan & Wiland (1 sp.)